# Ronald Gamarra
Ronald Álex Gamarra Herrera, ou simplesmente Ronald Gamarra (Lima, 10 de dezembro de 1958) é um advogado e político peruano. Gamarra foi o representante legal dos familiares das vítimas da Cantuta e Bairros Altos no julgamento contra Alberto Fujimori, pelas quais o ex-presidente peruano foi condenado a 25 anos de prisão em 2009. Por sua notável participação foi proposto como perito internacional no processo do magistrado Baltasar Garzón com o Tribunal de Espanha, quem pesquisou crimes da ditadura de Francisco Franco.
Destacado jurista, Ronald Gamarra ocupou os cargos de Procurador Adjunto Anticorrupção durante o governo de Alejandro Toledo -onde pesquisou os crimes e actos de corrupção da ditadura de Alberto Fujimori e de seu assessor Vladimiro Montesinos, os achando culpados pelo homicídio qualificado e abuso de autoridade (as denúncias também comprometeram o ex-chefe das Forças Armadas peruanas, o general Nicolás de Bari Hermosa, e o chefe do Serviço de Inteligência Nacional, o general Julio Salazar) e Presidente da Coordenação Nacional de Direitos Humanos do Peru (CNDDHH).
Gamarra Herrera cursou Direito e Ciências Políticas na Universidade Nacional Maior de São Marcos.